# چهارقله

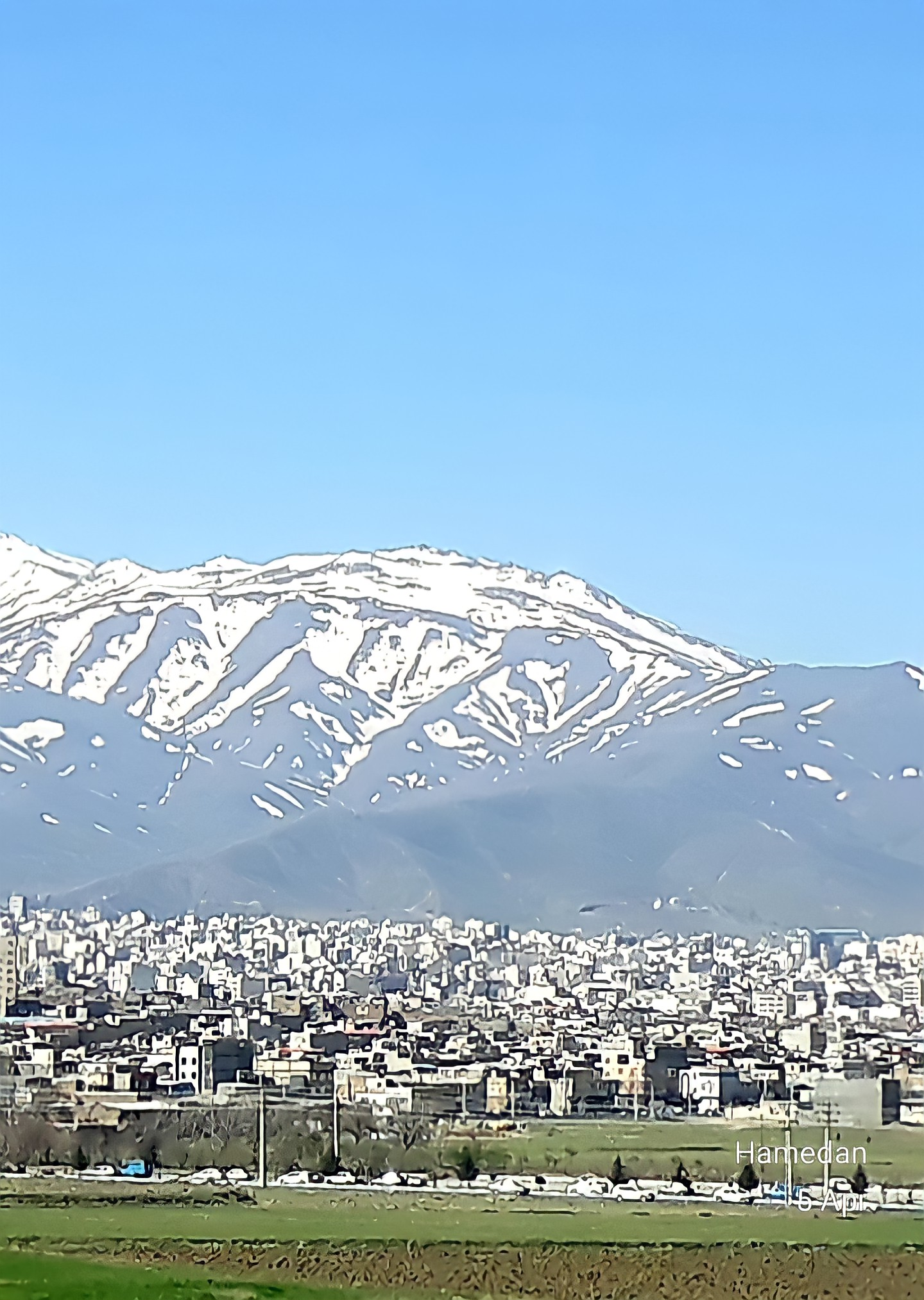

چهارقله چهار قلهٔ نزدیک به‌هم و تقریباً هم‌ارتفاع و از قله‌های کوهستان الوند هستند. بلندترین آنها  ۳۱۸۲  متر ارتفاع دارد. این چهارقله در جنوب شرقی قله الوند و بر فراز دره دیوین قرار دارند. در جنوب این کوه‌ها، قله کمرلرزان مشرف به پیست اسکی تاریک دره واقع است. در دامنهٔ شمالی، چشمه ملک و چشمه قاضی در جریان هستند. کوتاه‌ترین راه دسترسی به چهارقله از طریق دره گوساله است و از دره دیوین و دره مرادبیگ هم می‌توان به این قله‌ها صعود کرد.

## منبع
- ابراهیمی، پروین (۱۳۸۲)، سیمای میراث فرهنگی همدان، تهران: سازمان میراث فرهنگی کشور، شابک ۹۶۴-۷۴۸۳-۶۸-۶